# Callixene
Na classificação taxonômica de Jussieu (1789), Callixene é um gênero  botânico,  ordem  Asparagi,  classe Monocotyledones com estames perigínicos (quando os estames se inserem à volta do nível do ovário).